# Classe Flower
Les corbetes de la classe Flower eren uns vaixells de guerra de la Royal Navy que van ser usats durant la Segona Guerra Mundial com a escorta antisubmarina de vaixells pesquers i de cabotatge, i també en la protecció dels combois de transport durant la batalla de l'Atlàntic.
La majoria va servir durant la Segona Guerra Mundial amb la Royal Navy i amb la Royal Canadian Navy. Alguns d'aquests vaixells construïts al Canada van ser transferits de la Royal Navy a la Marina dels Estats Units d'Amèrica sota la Llei de Prèstec i Arrendament.
El nom d'aquesta classe ve donat per que es van anomenar amb noms de flors.

## Origen de la classe
El terme "corbeta" fou originàriament el nom francès d'un petit vaixell de guerra, entremig de les fragates i els sloops. A la dècada dels 30 del segle xix aquest nom va ser adaptat per la Royal Navy per als seus vaixells de mida semblant i que operaven com a escortes de vaixells. Amb l'arribada de la navegació a motor, els vaixells d'aquest tipus van créixer en mida i armament. A finals de la dècada dels 70 dels segle xix el terme "corbeta" com a categoria en la seva classificació naval va anar decaient; Les fragates i les corbetes es van combinar en una nova categoria, el creuer
En els mesos anteriors a la segona guerra mundial la Royal Navy va tornar al concepte d'un petit vaixell d'escorta. Les corbetes de la classe Flower estaven basades en el disseny de la Southern Pride, un balener, i es van classificar com a corbetes, restaurant-ne la classificació.

## Disseny
Al principi del 1939, amb el creixent risc d'una guerra amb l'alemanya nazi, la Royal Navy va tenir molt clar que necessitaria més vaixells d'escorta per a combatre el perill dels u-boat de la Kriegsmarine. Una de les principals preocupacions era la protecció dels pesquers que pescarien a l'est de les costes de la Gran Bretanya. Es necessitava alguna cosa més gran i ràpida que el típic pesquer armat, però que fos prou barat per a ser construït en un gran nombre i preferentment en petites drassanes, ja que es donava per fet que les grans drassanes estarien ocupades construint naus de guerra més grosses.
Per acomplir amb aquest requeriment la Smiths Dock Company de Middlesbrough, que estava especialitzada en la construcció de vaixells de pesca, va oferir una versió del seu balener Southern Pride de 700 tones. Estava pensada com a petita nau d'escorta que es podia construir de manera ràpida i barata en grans nombres. Tot i la intenció dels planificadors navals que es fes servir per a petits combois costaners el seu llarg abast va fer que fossin els escortes principals de la força de protecció durant la primera mitat de la guerra.
Aquestes corbetes van ser un recurs essencial per a la protecció dels combois de l'atlàntic nord mentre altres vaixells més grans com els destructors d'escorta i les fragates van ser produïts en quantitats suficients. El seu disseny simple fent servir parts i tècniques comuns als vaixells mercants significava que es podien construir en petites drassanes comercials arreu del Regne Unit i Canada on naus de guerra més llargues o més sofisticades no es podien construir. A més a més, l'ús de motors comercials de triple expansió, d'ús a la marina mercant, en comptes de les turbines de vapor significava que la majoria del personal de la Reserva Naval i el Cos Reial de Voluntaris de la Reserva Naval que les tripulava estiguessin familiaritzats en el seu ús.
Les corbetes de la classe Flower eren lentes per ser un vaixell de guerra, amb una velocitat màxima de 16 nusos (30 km/h).

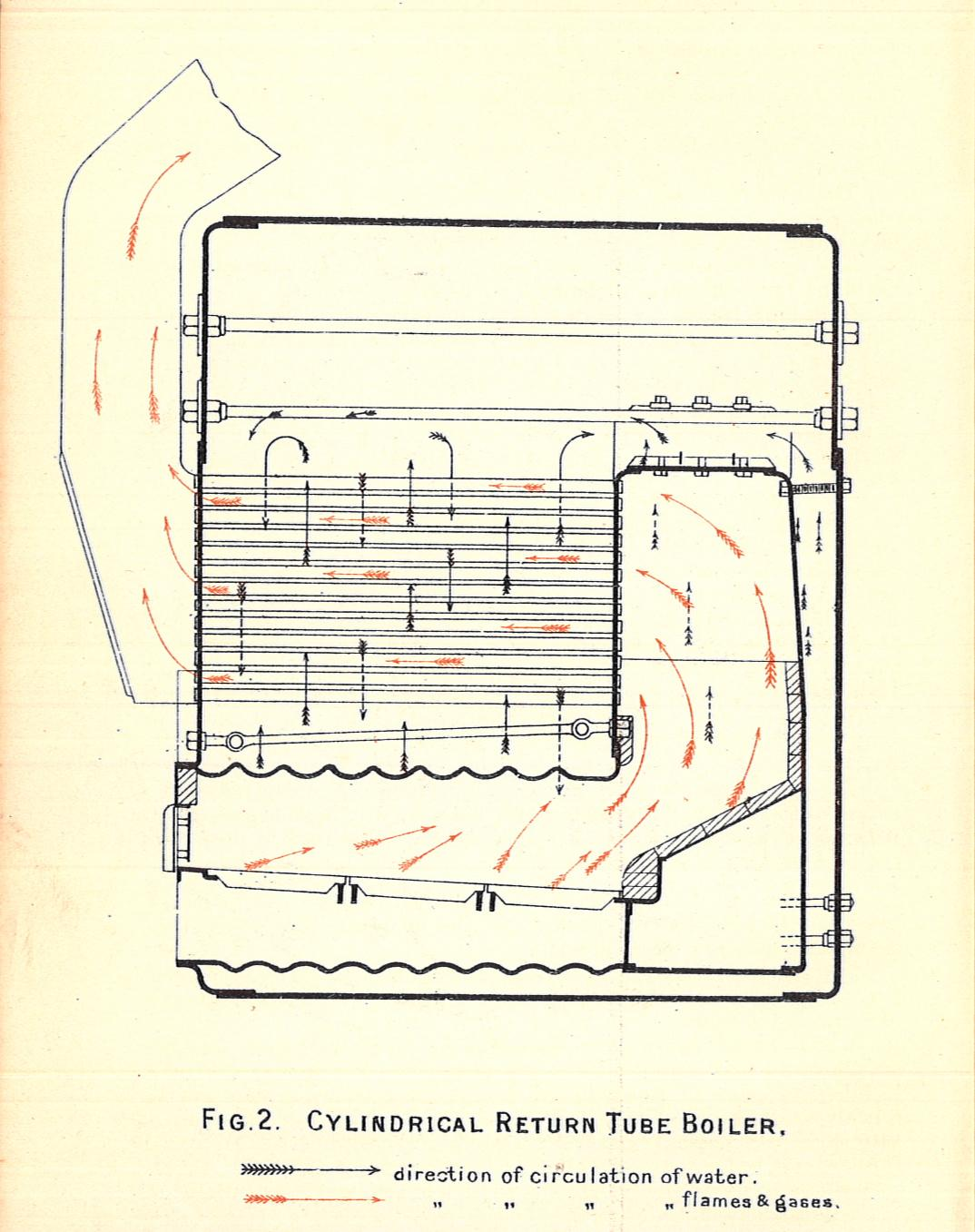
Secció d'una caldera Scotch marine. De tubs de foc, disposició semblant a la d'una locomotora de vapor.
Animació d'una màquina de vapor de triple expansió simplificada. El vapor d'alta pressió (en roig) provinent de la caldera passa a la màquina i s'extreu com a vapor de baixa pressió (en blau) al condensador.

## Armament
La classe Flower original tenia un canó BL Mk IX de 4 polzades (102 mm) a la proa, uns bastidors de càrrega de profunditat que portaven 40 càrregues a la popa, un cabrestant per baixar mines i una metralladora pom-pom de 2 lliures (40 mm) sobre una plataforma a sobre de la sala de màquines.
A causa de l'escassetat inicial, de vegades es va substituir per un parell de metralladores Lewis el pom-pom, cosa que hauria deixat la nau molt vulnerable a l'atac dels avions en el seu paper previst d'escorta i patrulla costanera al mar del Nord. El seu gran abast, juntament amb l'escassetat en els primers temps de la guerra de vaixells de guerra d'escorta més grans, van fer que les Flowers s'assignessin a l'escorta de combois transatlàntics on els avions de la Luftwaffe rarament hi operaven.
La capacitat de detecció submarina era proporcionada per una cúpula fixa ASDIC; després es va modificar per ser retràctil. Posteriorment es van afegir invents posteriors, com el Cercador de detecció de ràdio d'alta freqüència Huff-Duff, juntament amb diversos sistemes de radar (com el Tipus 271), que es van mostrar especialment efectius en condicions de baixa visibilitat a l'Atlàntic nord.
La classe Flower havia estat dissenyada per a la patrulla de baix cost i la defensa antisubmarina; per tant, moltes van requerir petites modificacions quan les armades aliades van començar a desplegar aquests vaixells com a escortes de combois transatlàntics. Aquests petits vaixells de guerra podrien ser avarats en qualsevol petita drassana o estació naval, per la qual cosa molts vaixells van arribar a tenir una gran varietat de sistemes d'armes i modificacions de disseny diferents segons quan i on van ser equipats; No hi ha realment una corbeta estàndard de classe Flower.